# Strażnicy Galaktyki (serial animowany)
Strażnicy Galaktyki (oryg. Marvel’s Guardians of the Galaxy) – amerykański superbohaterski serial animowany z 2015 roku na podstawie serii komiksów o grupie superbohaterów o tej samej nazwie wydawnictwa Marvel Comics. W oryginalnej wersji językowej głównym postaciom głosów użyczyli: Will Friedle, Trevor Devall, Vanessa Marshall, David Sobolov, Kevin Michael Richardson i James Arnold Taylor. 
Strażnicy Galaktyki zadebiutowali 5 września 2015 roku w Stanach Zjednoczonych na antenie Disney XD. Pomiędzy 1 a 29 sierpnia tego samego roku wyemitowano na tym kanale pierwszą serię krótkometrażówek, a od 27 lutego do 4 marca 2017 roku – drugą. Serial został zakończony po 3 sezonach, wyemitowano w sumie 78 odcinków, a ostatni pokazano 9 czerwca 2019 roku. W Polsce wyemitowano dwa sezony serialu od 14 marca 2016 do 20 grudnia 2017 roku.

## Obsada

### Główne role
- Will Friedle jako Peter Quill / Star-Lord[1]
- Trevor Devall jako Rocket[1] oraz Black Bolt, Wielki Komisarz, Fandral, Jarhead[2] i Arokine[3]
- Vanessa Marshall jako Gamora[1] oraz Meredith Quill i Crystal[2]
- David Sobolov jako Drax Niszczyciel[1] oraz Blackjack O’Hare[2]
- Kevin Michael Richardson jako Groot[1] oraz Broker, Najwyższa Inteligencja, Heimdall[2] i Blood Brothers[3]
- James Arnold Taylor jako Yondu, Cosmo[1], Svel Smard[2], Kraglin, J’Que[3] i Gor’Kain[4]

### Role drugoplanowe
- Isaac C. Singleton Jr. jako Thanos[2]
- Dave Fennoy jako Korath Prześladowca [2]
- Tom Kenny jako Kolekcjoner[2]
- JB Blanc jako Titus[2]
- Tara Strong jako Irani Rael / Nova Prime, Lucy i Rora[2]
- James Urbaniak jako Ebony Maw[2] i Acolyte[3]
- Jesse Burch jako Black Dwarf[2] i Bruce Banner[3]
- Kari Wahlgren jako Proxima Midnight[2] i Hela[4]
- Hynden Walch jako Supergiant[2]
- Cree Summer jako Nebula i Kapitan Victoria[2]
- Jonathan Adams jako Ronan Oskarżyciel[2]
- Jeff Bennett jako Rhomann Dey, Wraith[2] i Philbin[3]
- Troy Baker jako Loki, Hermond[2] i Clint Barton / Hawkeye[4]
- Jennifer Hale jako Mantis[2]
- Jonathan Frakes jako J’Son[2]
- Travis Willingham jako Thor, Hogun[2] i Glogug[3]
- Nolan North jako Gorgon[2], High Evolutionary[3] i Jesse Alexander[3]
- Fred Tatasciore jako Hulk[3], Max Modell[4], Trow-Mah i Gronk[4]
- Mick Wingert jako Tony Stark / Iron Man[3]
- Eric Bauza jako Adam Warlock, Magus[3] i Shokk[4]
- Frank Welker jako Odin[3]
- Logan Miller jako Sam Alexander / Nova[3]
- Seth Green jako Kaczor Howard[4]
- Ming-Na Wen jako Phyla-Vell[5][4]
- Robin Atkin Downes jako Serpent[4]

### Role gościnne
- John DiMaggio jako Lunatik[2]
- Jason Spisak jako Arcymistrz[2]
- David Kaye jako Corvus Glaive[2]
- Catherine Taber jako Medusa[2]
- Diedrich Bader jako Maximus[2]
- Nika Futterman jako Angela[2]
- Oliver Vaquer jako Karnak[2]
- Eric Edelstein jako Michael Coogan[2]
- Charlie Adler jako M.O.D.O.K.[3]
- Grant George i Josh Keaton jako Scott Lang / Ant-Man[3][4]
- Grey DeLisle jako Carol Danvers / Kapitan Marvel[3]
- Roger Craig Smith jako Steve Rogers / Kapitan Ameryka[3]
- Jessica DiCicco jako Tana Nile[3]
- Khary Payton jako Jukka[3]
- Melanie Minichino jako Eva Alexander[3]
- Della Saba jako Carrie i Kaelynn Alexander[3]
- Morla Gorrondona jako Xeron[3]
- Wil Wheaton jako Korvac[3]
- Robbie Daymond jako Spider-Man / Peter Parker[4]
- Marion Ross jako Minn-Erva[4]
- Audrey Wasilewski jako Black Vortex[4]
- Dave Wittenberg jako Ichthyo Pike[4]
- Talon Warburton jako Tryco[4]
- Raven-Symoné jako Walkiria[4]
- Kevin Shinick jako Bruce Banner[4]
- Henry Winkler jako dziadek Quill[4]

## Emisja
Pierwszy sezon serialu Strażnicy Galaktyki zadebiutował 5 września 2015 roku w Stanach Zjednoczonych na antenie Disney XD. Pomiędzy 1 a 29 sierpnia tego samego roku wyemitowano na tym kanale pierwszą serię krótkometrażówek, które również udostępnione były w serwisie YouTube. 17 grudnia 2016 roku pojawił się ostatni odcinek pierwszego sezonu. Drugi sezon emitowany był od 11 marca do 3 grudnia 2017 roku. Od 27 lutego do 4 marca 2017 roku zadebiutowała druga seria krótkometrażówek. 12 marca zostały one pokazane jako trzeci odcinek drugiego sezonu serialu, Efekt motyla (oryg. Pick up the Pieces!). Trzeci sezon serialu zatytułowany Mission Breakout! pojawił się pomiędzy 18 marca 2018 a 9 czerwca 2019 roku. Każdy z sezonów liczył po 26 odcinków.
W Polsce emisja serialu rozpoczęła się 14 marca 2016 roku na antenie Disney XD. Wyemitowano dwa sezony serialu, gdzie ostatni odcinek drugiego sezonu pokazano 20 grudnia 2017 roku. Od 23 listopada do 4 grudnia 2015 roku wyemitowana została pierwsza seria krótkometrażówek, natomiast druga była dostępna tylko w odcinku zbiorczym drugiego sezonu, Efekt motyla.

### Przegląd sezonów
| Sezon            | Sezon | Odcinki | Premiera sezonu (Stany Zjednoczone) | Finał sezonu (Stany Zjednoczone) | Premiera sezonu (Polska) | Finał sezonu (Polska) |
| ---------------- | ----- | ------- | ----------------------------------- | -------------------------------- | ------------------------ | --------------------- |
|                  | 1     | 26      | 5 września 2015                     | 17 grudnia 2016                  | 14 marca 2016            | 9 maja 2016           |
|                  | 2     | 26      | 11 marca 2017                       | 3 grudnia 2017                   | 10 maja 2017             | 20 grudnia 2017       |
|                  | 3     | 26      | 18 marca 2018                       | 9 czerwca 2019                   | nieemitowany             | nieemitowany          |
| Krótkometrażówki |       |         |                                     |                                  |                          |                       |
|                  | 1     | 10      | 1 sierpnia 2015                     | 29 sierpnia 2015                 | 23 listopada 2015        | 4 grudnia 2015        |
|                  | 2     | 6       | 27 lutego 2017                      | 4 marca 2017                     | nieemitowane             | nieemitowane          |

## Lista odcinków

### Sezon 1 (2015–2016)
| №  | Nr | Tytuł                                 | Tytuł polski                                   | Reżyseria     | Scenariusz         | Premiera (Disney XD) | Premiera w Polsce (Disney XD) |
| -- | -- | ------------------------------------- | ---------------------------------------------- | ------------- | ------------------ | -------------------- | ----------------------------- |
| 1  | 1  | Road to Knowhere                      | Droga do Knowhere                              | Leo Riley     | Marty Isenberg     | 5 września 2015      | 14 marca 2016                 |
| 2  | 2  | Knowhere to Run                       | Uciec przed Knowhere                           | Leo Riley     | Marty Isenberg     | 26 września 2015     | 14 marca 2016                 |
| 3  | 3  | One in a Million You                  | Jedyny taki                                    | James Yang    | Steven Melching    | 3 października 2015  | 15 marca 2016                 |
| 4  | 4  | Take the Milano and Run               | Bierz Milano i w nogi                          | Jeff Wamester | Andrew R. Robinson | 10 października 2015 | 16 marca 2016                 |
| 5  | 5  | Can’t Fight This Seedling             | Ja jestem grzyb                                | James Yang    | David McDermott    | 17 października 2015 | 17 marca 2016                 |
| 6  | 6  | Undercover Angle                      | Pod przykrywką                                 | Jeff Wamester | Marsha F. Griffin  | 24 października 2015 | 18 marca 2016                 |
| 7  | 7  | The Backstabbers                      | Nóż w plecy                                    | James Yang    | Andrew R. Robinson | 7 listopada 2015     | 19 marca 2016                 |
| 8  | 8  | Hitchin’ a Ride                       | Autostopowicz                                  | Jeff Wamester | David McDermott    | 14 listopada 2015    | 20 marca 2016                 |
| 9  | 9  | We Are Family                         | Jesteśmy rodziną                               | James Yang    | Steven Melching    | 21 listopada 2015    | 21 marca 2016                 |
| 10 | 10 | Bad Moon Rising                       | Ciemna strona księżyca                         | Jeff Wamester | Matt Wayne         | 28 listopada 2015    | 22 marca 2016                 |
| 11 | 11 | Space Cowboys                         | Gwiezdni kowboje                               | James Yang    | Mairghread Scott   | 21 lutego 2016       | 23 marca 2016                 |
| 12 | 12 | Crystal Blue Persuasion               | Kryształowe intencje                           | Jeff Wamester | David McDermott    | 28 lutego 2016       | 24 marca 2016                 |
| 13 | 13 | Stuck in the Metal With You           | Zakuty łeb                                     | Jeff Wamester | Todd Garfield      | 6 marca 2016         | 25 marca 2016                 |
| 14 | 14 | Don’t Stop Believin’                  | Wiara czyni cuda                               | James Yang    | Steven Melching    | 13 marca 2016        | 8 sierpnia 2016               |
| 15 | 15 | Accidents Will Happen                 | Nieszczęścia chodzą parami                     | Jeff Wamester | David McDermott    | 20 marca 2016        | 9 sierpnia 2016               |
| 16 | 16 | We Are the World Tree                 | Drzewo świata                                  | James Yang    | Mairghread Scott   | 27 marca 2016        | 10 sierpnia 2016              |
| 17 | 17 | Come and Gut Your Love                | Klub złamanych serc                            | Jeff Wamester | Eric Karten        | 3 kwietnia 2016      | 11 sierpnia 2016              |
| 18 | 18 | Asgard War, Part 1: Lightnin’ Strikes | Wojna z Asgardem, część pierwsza: Grom z nieba | James Yang    | Marsha Griffin     | 10 kwietnia 2016     | 12 sierpnia 2016              |
| 19 | 19 | Asgard War, Part 2: Rescue Me         | Wojna z Asgardem, część druga: Ocal mnie       | Jeff Wamester | Steven Melching    | 17 kwietnia 2016     | 12 sierpnia 2016              |
| 20 | 20 | Fox on the Run                        | Zbrodnie przeszłości                           | Jeff Wamester | Mairghread Scott   | 26 czerwca 2016      | 2 maja 2017                   |
| 21 | 21 | Inhuman Touch                         | Nieludzkie warunki                             | James Yang    | David McDermott    | 3 lipca 2016         | 3 maja 2017                   |
| 22 | 22 | Welcome Back                          | Witaj w domu                                   | Jeff Wamester | Marsha Griffin     | 10 lipca 2016        | 5 maja 2017                   |
| 23 | 23 | I’ve Been Searching So Long           | Ile można szukać?                              | James Yang    | Steven Melching    | 17 lipca 2016        | 8 maja 2017                   |
| 24 | 24 | I Feel the Earth Move                 | I zadrży ziemia                                | Jeff Wamester | Marty Isenberg     | 24 lipca 2016        | 9 maja 2017                   |
| 25 | 25 | Won’t Get Fooled Again                | Stare numery                                   | James Yang    | Henry Gilroy       | 2 października 2016  | 1 maja 2017                   |
| 26 | 26 | Jingle Bell Rock                      | Gwiazdka z nieba                               | James Yang    | Grant Moran        | 17 grudnia 2016      | 14 września 2016              |

### Sezon 2 (2017)
| №  | Nr | Tytuł                                | Tytuł polski                                    | Reżyseria     | Scenariusz               | Premiera (Disney XD) | Premiera w Polsce (Disney XD) |
| -- | -- | ------------------------------------ | ----------------------------------------------- | ------------- | ------------------------ | -------------------- | ----------------------------- |
| 27 | 1  | Stayin’ Alive                        | Tak to się robi na Ziemi                        | James Yang    | Marty Isenberg           | 11 marca 2017        | 10 maja 2017                  |
| 28 | 2  | Evolution Rock                       | Sztuka ewolucji                                 | Jeff Wamester | Mairghread Scott         | 11 marca 2017        | 11 maja 2017                  |
| 29 | 3  | Pick up the Pieces                   | Efekt motyla                                    | James Yang    | Marty Isenberg           | 12 marca 2017        | 12 maja 2017                  |
| 31 | 4  | Lyin’ Eyes                           | Czy te oczy mogą kłamać?                        | Jeff Wamester | Kevin Burke, Chris Wyatt | 18 marca 2017        | 9 sierpnia 2017               |
| 31 | 5  | Free Bird                            | Wolny jak ptak                                  | James Yang    | Rich Fogel               | 25 marca 2017        | 10 sierpnia 2017              |
| 32 | 6  | Girls Just Wanna Have Fun            | Młodzież musi się wyszumieć                     | Jeff Wamester | Andrew R. Robinson       | 8 kwietnia 2017      | 11 sierpnia 2017              |
| 33 | 7  | Black Helmet Woman                   | Kobieta w czarnym hełmie                        | James Yang    | David McDermott          | 15 kwietnia 2017     | 14 sierpnia 2017              |
| 34 | 8  | Right Place, Wrong Time              | Właściwe miejsce, zły czas                      | Jeff Wamester | Mairghread Scott         | 15 kwietnia 2017     | 15 sierpnia 2017              |
| 35 | 9  | Me and You and a Dog Named Cosmo     | Ja i ty, i pies zwany Cosmo                     | James Yang    | Steven Melching          | 15 kwietnia 2017     | 16 sierpnia 2017              |
| 36 | 10 | Can’t Get It Out of My Head          | Wybij sobie z głowy                             | Jeff Wamester | David McDermott          | 15 kwietnia 2017     | 17 sierpnia 2017              |
| 37 | 11 | Rock Your Baby                       | Jak z dzieckiem                                 | James Yang    | Mairghread Scott         | 15 kwietnia 2017     | 18 sierpnia 2017              |
| 38 | 12 | Symbiote War, Part 1: Wild World     | Wojna Symbiontów, część pierwsza: Dziki świat   | Jeff Wamester | David McDermott          | 6 maja 2017          | 23 października 2017          |
| 39 | 13 | Symbiote War, Part 2: I Will Survive | Wojna Symbiontów, część druga: Przeżyjemy       | James Yang    | Mairghread Scott         | 6 maja 2017          | 24 października 2017          |
| 40 | 14 | Symbiote War, Part 3: Thunder Road   | Wojna Symbiontów, część trzecia: Droga piorunów | Jeff Wamester | Andrew R. Robinson       | 6 maja 2017          | 25 października 2017          |
| 41 | 15 | Back in Black                        | Uwierz w ojca                                   | James Yang    | Tom Pugsley              | 8 lipca 2017         | 26 października 2017          |
| 42 | 16 | Knights in Black Helmets             | Rycerze w czarnych hełmach                      | Jeff Wamester | Henry Gilroy             | 8 lipca 2017         | 27 października 2017          |
| 43 | 17 | Nova Me, Nova You                    | Nowy z Novy                                     | James Yang    | Grant Moran              | 8 lipca 2017         | 30 października 2017          |
| 44 | 18 | Mr. Roboto                           | Pan Roboto                                      | Jeff Wamester | Steven Melching          | 8 lipca 2017         | 31 października 2017          |
| 45 | 19 | Destroyer                            | Niszczyciele                                    | James Yang    | Jonathan Callan          | 6 sierpnia 2017      | 11 grudnia 2017               |
| 46 | 20 | You Can’t Always Get What You Want   | Płonne nadzieje                                 | Jeff Wamester | Rich Fogel               | 6 sierpnia 2017      | 12 grudnia 2017               |
| 47 | 21 | I’ve Seen All Good People            | Odrobina umiaru                                 | James Yang    | Grant Moran              | 29 października 2017 | 13 grudnia 2017               |
| 48 | 22 | Another One Bites the Dust           | Potęga zmyłki                                   | Jeff Wamester | David McDermott          | 29 października 2017 | 14 grudnia 2017               |
| 49 | 23 | It’s Tricky                          | Wolne żarty                                     | Jeff Wamester | Henry Gilroy             | 5 listopada 2017     | 15 grudnia 2017               |
| 50 | 24 | You’re No Good                       | Siła złego                                      | James Yang    | Mairghread Scott         | 12 listopada 2017    | 18 grudnia 2017               |
| 51 | 25 | Behind Gold Eyes                     | Złote oczy                                      | Jeff Wamester | Marty Isenberg           | 12 listopada 2017    | 19 grudnia 2017               |
| 52 | 26 | Unfortunate Son                      | Dzień taty                                      | James Yang    | Eric Karten              | 3 grudnia 2017       | 20 grudnia 2017               |

### Sezon 3: Mission Breakout!  (2018–2019)
| №  | Nr | Tytuł                               | Reżyseria     | Scenariusz                    | Premiera (Disney XD) |
| -- | -- | ----------------------------------- | ------------- | ----------------------------- | -------------------- |
| 53 | 1  | Mission: Breakout                   | James Yang    | Marty Isenberg                | 18 marca 2018        |
| 54 | 2  | Back in the New York Groove         | Jeff Wamester | Mairghread Scott              | 18 marca 2018        |
| 55 | 3  | Drive My Carnage                    | James Yang    | Marty Isenberg                | 25 marca 2018        |
| 56 | 4  | I Fought the Law                    | Jeff Wamester | Rich Fogel                    | 1 kwietnia 2018      |
| 57 | 5  | Titan Up                            | James Yang    | David McDermott               | 1 kwietnia 2018      |
| 58 | 6  | Money Changes Everything            | Jeff Wamester | Javier Grillo-Marxuach        | 8 kwietnia 2018      |
| 59 | 7  | Sisters Are Doin’ It for Themselves | James Yang    | Andrew R. Robinson            | 8 kwietnia 2018      |
| 60 | 8  | We Are the Champions                | Jeff Wamester | David McDermott               | 15 kwietnia 2018     |
| 61 | 9  | Fame                                | James Yang    | Steven Melching               | 15 kwietnia 2018     |
| 62 | 10 | Happy Together                      | Jeff Wamester | Liza Palmer, Mairghread Scott | 22 kwietnia 2018     |
| 63 | 11 | Gotta Get Outta This Place          | James Yang    | Henry Gilroy                  | 22 kwietnia 2018     |
| 64 | 12 | Long Distance Runaround             | Jeff Wamester | Eric Karten                   | 29 kwietnia 2018     |
| 65 | 13 | You Don’t Own Me                    | James Yang    | Mairghread Scott              | 29 kwietnia 2018     |
| 66 | 14 | Black Vortex: Part 1                | Leo Riley     | David McDermott               | 5 maja 2019          |
| 67 | 15 | Black Vortex: Part 2                | Leo Riley     | Trevor Devall                 | 5 maja 2019          |
| 68 | 16 | Black Vortex: Part 3                | Leo Riley     | Sib Ventress                  | 12 maja 2019         |
| 69 | 17 | Black Vortex: Part 4                | James Yang    | Steven Melching               | 12 maja 2019         |
| 70 | 18 | Blame It on the Boss of Nova        | Jeff Wamester | Adam Beechen                  | 19 maja 2019         |
| 71 | 19 | The Real Me                         | James Yang    | Mairghread Scott              | 19 maja 2019         |
| 72 | 20 | Paranoid                            | Jeff Wamester | David McDermott               | 26 maja 2019         |
| 73 | 21 | Darkhawks on the Edge of Town       | James Yang    | Danielle Wolff                | 26 maja 2019         |
| 74 | 22 | Holding Out for a Hero              | Jeff Wamester | Henry Gilroy                  | 2 czerwca 2019       |
| 75 | 23 | With a Little Help From My Friends  | James Yang    | Marty Isenberg                | 2 czerwca 2019       |
| 76 | 24 | Breaking Stuff is Hard to Do        | Jeff Wamester | David McDermott               | 9 czerwca 2019       |
| 77 | 25 | Killer Queen                        | James Yang    | Mairghread Scott              | 9 czerwca 2019       |
| 78 | 26 | Just One Victory                    | Jeff Wamester | Marty Isenberg                | 9 czerwca 2019       |

### Krótkometrażówki

#### Sezon 1 (2015)
| №  | Nr | Tytuł                  | Tytuł polski                   | Premiera (Disney XD) | Premiera w Polsce (Disney XD) |
| -- | -- | ---------------------- | ------------------------------ | -------------------- | ----------------------------- |
| 1  | 1  | Star-Lord, Part 1      | Star-Lord, część pierwsza      | 1 sierpnia 2015      | 23 listopada 2015             |
| 2  | 2  | Star-Lord, Part 2      | Star-Lord, część druga         | 1 sierpnia 2015      | 24 listopada 2015             |
| 3  | 3  | Groot, Part 1          | Groot, część pierwsza          | 8 sierpnia 2015      | 25 listopada 2015             |
| 4  | 4  | Groot, Part 2          | Groot, część druga             | 8 sierpnia 2015      | 26 listopada 2015             |
| 5  | 5  | Rocket Raccoon, Part 1 | Rocket Raccoon, część pierwsza | 15 sierpnia 2015     | 27 listopada 2015             |
| 6  | 6  | Rocket Raccoon, Part 2 | Rocket Raccoon, część druga    | 15 sierpnia 2015     | 30 listopada 2015             |
| 7  | 7  | Drax, Part 1           | Drax, część pierwsza           | 22 sierpnia 2015     | 1 grudnia 2015                |
| 8  | 8  | Drax, Part 2           | Drax, część druga              | 22 sierpnia 2015     | 2 grudnia 2015                |
| 9  | 9  | Gamora, Part 1         | Gamora, część pierwsza         | 29 sierpnia 2015     | 3 grudnia 2015                |
| 10 | 10 | Gamora, Part 2         | Gamora, część druga            | 29 sierpnia 2015     | 4 grudnia 2015                |

#### Sezon 2 (2017)
| №  | Nr | Tytuł                     | Reżyseria  | Scenariusz     | Premiera (YouTube) |
| -- | -- | ------------------------- | ---------- | -------------- | ------------------ |
| 11 | 1  | Pick Up the Pieces        | James Yang | Marty Isenberg | 27 lutego 2017     |
| 12 | 2  | Star-Lord vs. Modok!      | James Yang | Marty Isenberg | 28 lutego 2017     |
| 13 | 3  | Drax Attacks!             | James Yang | Marty Isenberg | 1 marca 2017       |
| 14 | 4  | Rocket! Groot! Man-Thing! | James Yang | Marty Isenberg | 2 marca 2017       |
| 15 | 5  | Gramora Strikes!          | James Yang | Marty Isenberg | 3 marca 2017       |
| 16 | 6  | Guardians Reunited!       | James Yang | Marty Isenberg | 4 marca 2017       |

## Produkcja
W lipcu 2014 roku podczas San Diego Comic-Conu, tydzień przed premierą filmu Strażnicy Galaktyki, Marvel Animation zapowiedziało produkcję serialu animowanego o tym samym tytule. W październiku, po sukcesie filmu, zapowiedziano kontynuację prac nad serialem jako część bloku Marvela na kanale Disney XD oraz poinformowano o planach rozpoczęcia emisji w 2015 roku. Producentami wykonawczymi zostali Alan Fine, Dan Buckley, Joe Quesada i Jeph Loeb. W grudniu James Gunn wyjawił, że serial nie jest związany z filmem, ani nie jest częścią Filmowego Uniwersum Marvela. 
W lutym 2015 roku ujawniono, że głosów postaciom w serialu użyczą: Will Friedle jako Peter Quill / Star-Lord, Vanessa Marshall jako Gamora, David Sobolov jako Drax, Trevor Devall jako Rocket, Kevin Michael Richardson jako Groot oraz James Arnold Taylor jako Yondu i Cosmo.
W październiku poinformowano, że zamówiony został drugi sezon. W lipcu 2017 roku ujawniono, że powstanie trzeci sezon serialu zatytułowany Mission Breakout. W kwietniu 2019 roku poinformowano, że Ming-Na Wen, która wcześniej zagrała Melindę May w serialu Agenci T.A.R.C.Z.Y., użyczy głosu Phyli-Vell.

### Muzyka
Muzykę do serialu skomponował Michael Tavera. Album, Marvel’s Guardians of the Galaxy: Cosmic Mix Vol. 1 (Music from the Animated Television Series), z wybranymi utworami z lat siedemdziesiątych, które wykorzystano w serialu, został wydany 16 października 2015 roku przez Marvel Music.
| Marvel’s Guardians of the Galaxy: Cosmic Mix Vol. 1 (Music from the Animated Television Series) – 2015 | Marvel’s Guardians of the Galaxy: Cosmic Mix Vol. 1 (Music from the Animated Television Series) – 2015 | Marvel’s Guardians of the Galaxy: Cosmic Mix Vol. 1 (Music from the Animated Television Series) – 2015 | Marvel’s Guardians of the Galaxy: Cosmic Mix Vol. 1 (Music from the Animated Television Series) – 2015 |
| Nr | Tytuł utworu                                                                                           | Wykonawca                                                                                              | Długość                                                                                                |
| --- | --- | --- | --- |
| 1. | „Hooked on a Feeling”                                                                                  | Blue Swede                                                                                             | 2:53                                                                                                   |
| 2. | „Rocky Mountain Way”                                                                                   | Joe Walsh                                                                                              | 5:16                                                                                                   |
| 3. | „Don’t Stop Me Now”                                                                                    | Queen                                                                                                  | 3:30                                                                                                   |
| 4. | „Drift Away”                                                                                           | Dobie Gray                                                                                             | 3:57                                                                                                   |
| 5. | „So You Are A Star”                                                                                    | The Hudson Brothers                                                                                    | 3:48                                                                                                   |
| 6. | „The Boys Are Back In Town”                                                                            | Thin Lizzy                                                                                             | 4:28                                                                                                   |
| 7. | „Walk Away”                                                                                            | James Gang                                                                                             | 3:34                                                                                                   |
| 8. | „Funk No.49”                                                                                           | James Gang                                                                                             | 3:56                                                                                                   |
| 9. | „Shake Your Groove Thing”                                                                              | Peaches & Herb                                                                                         | 5:33                                                                                                   |
| 10. | „I Will Survive”                                                                                       | Gloria Gaynor                                                                                          | 8:01                                                                                                   |
| 11. | „Funk Funk”                                                                                            | Cameo                                                                                                  | 4:47                                                                                                   |
| 12. | „Joy To The World”                                                                                     | Three Dog Night                                                                                        | 3:39                                                                                                   |
| | | | 53:22                                                                                                  |

## Odbiór
Serial spotkał się z pozytywną reakcją krytyków. W serwisie Rotten Tomatoes 86% z 7 recenzji pierwszego sezonu uznano za pozytywne, a średnia ocen wystawionych na ich podstawie wyniosła 7/10.
Jesse Schedeen z IGN w recenzji pierwszych odcinków napisał, że „w serialu animowanym Strażnicy Galaktyki jest duży potencjał [...] wydaje się on być zbyt zajęty zachowaniem stylu, tonu i wyglądu filmu, a nie pozostawieniem własnego pomysłu na bohaterów”. Kevin Johnson z AV Club stwierdził, że: „dwuczęściowy pilot jest jednocześnie skomplikowany i prosty, starając się nadać historii i jej postaciom należytą wagę, jednocześnie wymuszając niepotrzebną ekspozycję i komiksowe rytmy, którymi nawet serial czuje się zakłopotany”.
Dave Trumbore z portalu Collider recenzując drugi sezon serialu ocenił, że „to zabawna, komiksowa akcja, którą warto zobaczyć”.

### Nagrody i nominacje
| Rok  | Ceremonia                      | Kategoria                                                          | Nominowani                     | Rezultat  | Przypis |
| ---- | ------------------------------ | ------------------------------------------------------------------ | ------------------------------ | --------- | ------- |
| 2015 | Behind the Voice Actors Awards | Najlepsza główna męska rola głosowa w serialu telewizyjnym         | Trevor Devall jako Rocket      | Wygrana   | [ 141 ] |
| 2015 | Behind the Voice Actors Awards | Najlepsza drugoplanowa kobieca rola głosowa w serialu telewizyjnym | Cree Summer jako Nebula        | Wygrana   | [ 141 ] |
| 2015 | Behind the Voice Actors Awards | Najlepsza drugoplanowa męska rola głosowa w serialu telewizyjnym   | James Arnold Taylor jako Yondu | Nominacja | [ 141 ] |
| 2016 | Behind the Voice Actors Awards | Najlepsza gościnna kobieca rola głosowa w serialu telewizyjnym     | Nika Futterman jako Angela     | Nominacja | [ 142 ] |